# طولانی‌ترین مراقبت روزانه
مگی سیمپسون در "طولانی ترین مراقبت روزانه" یا همان طولانی ترین مراقبت روزانه ، یک فیلم کوتاه کمدی سه بعدی انیمیشن سنتی آمریکایی است که در سال 2012 بر اساس مجموعه تلویزیونی انیمیشن سیمپسونها ساخته شده است. در این فیلم ، مگی سیمپسون در یکی از مراکز مهد کودک جدیدی ثبت نام می کند که وقتی با یک کاترپیلار دوست می شود ، با کودک جورلد بدخلقی در میدان می رود. این فیلم کوتاه تهیه کننده سیمپسونها جیمز ال بروکس بود که پیشکسوت قدیمی سریال دیوید سیلورمن را برای کارگردانی فیلم به خدمت گرفت. این تصویر توسط تهیه کنندگان جیمز بروکس ، آل ژان ، دیوید میرکین ، نویسندگان مایکل پرایس و جوئل اچ کوهن و همچنین مت گرونینگ خالق نمایش نوشته شده است.
اولین نمایش این فیلم در 13 ژوئیه 2012 بود ، جایی که به نمایش فیلم عصر یخبندان (رانش قاره ای): این فیلم دومین نمایش تئاتر سیمپسونها است. این کوتاه در 15 فوریه 2013 دوباره اکران شد و قبل از فیلم زندگی پای در سینماهای منتخب ایالات متحده پخش شد. استقبال مثبت بوده و داستان و انیمیشن را تحسین شده است. این فیلم با شکست ، نامزد جایزه اسکار بهترین فیلم کوتاه انیمیشن در سال 2013 شد.

## طرح
مارج سیمپسون، مگی را در مدرسه عین رند برای تادز رها می کند ، جایی که پس از گذراندن یک آزمایش امنیتی ، توسط یک ماشین تولید شده توسط "اغلب-اشتباه فناوری ها" به عنوان "هوش متوسط" طبقه بندی می شود. سپس یک نگهبان او را از "اتاق برای بچه های با استعداد" عبور می دهد و در گوشه ای از خواب "هیچ چیز خاص" قرار می دهد. سایر وسایل بازی را می گیرند یا می خورند. سپس یک پروانه به اتاق راه می یابد در حالی که کینه توزی مگی ، برچه جرالد ، له می شود و آن را با پتک بر روی دیوار می کشد و با مداد رنگی جعبه ای را به دور آن می کشد. پروانه دوم نیز به همین سرنوشت دچار می شود. مگی یک کاترپیلار و یک کتاب پاپ آپ در مورد چرخه زندگی پروانه پیدا می کند. او که متوجه شده بود که می تواند سرنوشت دو پروانه اول را نیز رقم بزند ، سعی می کند از آن در برابر جرالد محافظت کند. این کاترپیلار بعداً خود را در گلدان محصور کرده و شروع به تبدیل می کند. به محض ظهور پروانه تازه شکل گرفته ، مگی سعی می کند به آن کمک کند تا از پنجره به بیرون پرواز کند ، اما به نظر می رسد جرالد با بستن پرده های روی آن هنگام عبور از آن ، او را می کشد. مگی هنگام سقوط روی زمین به طرز چشمگیری عزادار می شود. مارگ سپس برای تحویل گرفتن از او می رسد ، هنگامی که مشخص شد صحنه مگی تنها یک نیرنگ برای پوشاندن حقیقت بود: او کمان موهای خود را به طاقچه پنجره ریخته بود و به جای آن پروانه را بر پیشانی خود زده بود. وی سپس در حالیکه مارج به خانه اش می رود پروانه را آزاد می کند.